# Alona Starodubcewa
Alona Wasiljewna Starodubcewa (ros. Алёна Васильевна Стародубцева; ur. 14 marca 1985) – rosyjska zapaśniczka walcząca w stylu wolnym. Piąta na mistrzostwach świata w 2008. Wicemistrzyni Europy w 2009 i 2016. Druga w Pucharze Świata w 2014 i 2015; czwarta w 2004; piąta w 2006 i siódma w 2002. Mistrzyni Europy juniorów w 2004 i świata w 2005. Mistrzyni Rosji w 2015, druga w 2008 i 2010, a trzecia w 2007, 2009, 2011, 2014, 2016 i 2017 roku.